# Pequeña Verde
Pequeña Verde es el nombre de una variedad cultivar de manzano (Malus domestica). Esta manzana es originaria de Galicia, está cultivada en la colección de árboles frutales y banco de germoplasma de Mabegondo con el n.º 83; ejemplares procedentes de esquejes localizados en el San Pedro de Crendes, parroquia del municipio de Abegondo (La Coruña).

## Sinónimos
- «Manzana Pequeña Verde»,[4][5]
- «Maceira Pequeña Verde».

## Características
- El manzano de la variedad 'Pequeña Verde' tiene un vigor vigoroso. Tamaño grande y porte erguido.[2][6]

- Época de inicio de brotación a partir del 1 de abril y de floración a partir de 21 de abril.[3]

- Las hojas tienen una longitud del limbo de tamaño corto, con la máxima anchura del limbo media. Longitud de las estípulas es larga y la máxima anchura de las estípulas es media. Denticulación del borde del limbo es serrado, con la forma del ápice del limbo acuminado y la forma de la base del limbo es obtuso. Con subestípulas presentes.[3]

- Sus flores tienen una longitud de los pétalos larga, anchura de los pétalos es ancha, disposición de los pétalos en contacto entre sí, con una longitud del pedúnculo larga.[3]

- La variedad de manzana 'Pequeña Verde' tiene un fruto de tamaño grande, de forma plana-globosa,[7] de color amarillo, con chapa lavada, e intensidad pálida. Epidermis de textura desigual, con pruina en su superficie y con presencia de cera débil. Sensibilidad al "russeting" (pardeamiento áspero superficial que presentan algunas variedades)  poco sensible. Con lenticelas de tamaño grande.[3]

- Los sépalos están dispuestos de forma parcialmente replegados, y variable en su base; su fosa calicina es profunda y de una anchura estrecha. Pedúnculo de grosor estrecho y de longitud largo, siendo la cavidad peduncular de una profundidad profunda y de anchura ancha. Con pulpa de color crema-amarilla, cuya firmeza es intermedia y textura intermedia; su jugosidad es intermedia, con sabor de acidez débil, y aromática.[8]

- Época de maduración y recolección es el 4 de octubre. 'Pequeña Verde' es una manzana que su destino es la conservación de esta variedad en el banco de germoplasma de Mabegondo como reserva genética.[3][9]

## Susceptibilidades
- Oidio: ataque medio
- Moteado: no presenta
- Raíces aéreas: no presenta
- Momificado: no presenta
- Pulgón lanígero: no presenta
- Pulgón verde: ataque débil
- Araña roja: no presenta
- Chancro del manzano: no presenta[3]